# Salvatore Cabibbo
Salvatore "Totò" Cabibbo (Ragusa, 17 luglio 1977) è un allenatore di pallacanestro italiano.
Ha allenato Lugano nella massima serie svizzera.

## Carriera
Cresciuto a Santa Croce Camerina, dove è stato anche assistente della locale società Vigor, dal 2012 insegna educazione fisica a Como e lì ha allenato la Pallacanestro Como in Serie D.
Dal 2016 allena nel campionato svizzero. È stato assistente alla SAM Massagno e assistente e capo allenatore ai Lugano Tigers. Con Lugano, è stato capo allenatore per due stagioni, prima di tornare a ricoprire il ruolo di assistente.